# Шалуди
Шалуди — деревня в Смоленском районе Смоленской области России. Входит в состав Касплянского сельского поселения. Население — 8 жителей (2010 год). 
Расположена в западной части области в 38 км к северо-западу от Смоленска, в 2 км юго-западнее автодороги Р133 Смоленск — Невель. В 21 км южнее деревни расположена железнодорожная станция О.п. 416-й км на линии Смоленск — Витебск. 

## История
В годы Великой Отечественной войны деревня была оккупирована гитлеровскими войсками в июле 1941 года, освобождена в сентябре 1943 года. 